# Rörtjärnen (Malå socken, Lappland)
Rörtjärnen är en sjö i Malå kommun i Lappland och ingår i Skellefteälvens huvudavrinningsområde.